# 16022 Wissnergross
A 16022 Wissnergross (ideiglenes jelöléssel 1999 CJ86) a Naprendszer kisbolygóövében található aszteroida. A LINEAR projekt keretében fedezték fel 1999. február 10-én.